# Acacia tamarindifolia
Acacia tamarindifolia é uma espécie de leguminosa do gênero Acacia, pertencente à família Fabaceae.